# Monumento a Duque de Caxias
O Monumento a Duque de Caxias é uma estátua de bronze platinado (cavalo e cavaleiro) acima e granito Mauá no pedestal, retratando as batalhas do Duque de Caxias. Localizado na cidade de São Paulo, o monumento mede 48 metros de altura, sendo o maior monumento equestre do mundo.

## Histórico
A ideia de construção do monumento de homenagem ao Duque de Caxias surgiu em 1939, quando o general Maurício José Cardoso comandava a 2ª Região Militar. Ele iniciou o movimento para a arrecadação de fundos junto à comunidade paulistana. Em fins de 1941, foi instituído um concurso internacional de maquetes para homenagear o Duque, considerado o maior herói militar brasileiro.
Victor Brecheret foi o vencedor, entre 30 concorrentes, concebendo um modelo de gesso de um monumento que, ao todo, tem aproximadamente 48 m de altura. Dois tipos de materiais foram utilizados: o granito e o bronze patinado. Cada um deles mereceu um tratamento diferente e o conjunto, como um todo, exalta a vida militar do Duque.
No granito, foi feito um trabalho ornamental que destaca diversos momentos da vida de Caxias: as suas vitórias, as suas alegrias e o seu enterro. É uma forma de mostrar, de maneira bastante moderna e dentro dos mesmos princípios que seguia na criação do célebre Monumento às Bandeiras, no qual trabalhava na época, um painel da vida do militar que obteve, em sua carreira, as maiores glórias possíveis, sendo respeitado como guerreiro e como político.
Os baixo-relevos em granito têm os seguintes temas: Pacificação, Caxias falando ao povo de Bagé (fala as mulheres da cidade, oferecendo paz e trabalho após o fim do conflito dos gaúchos com o império), Reconhecimento do Humaitá, Caxias com seus três generais, Batalha de Itororó (Caxias com a espada desembainhada toma o comando perante os soldados adversários vencidos e pronuncia a célebre frase: “Que me sigam os que são brasileiros”) e Enterro de Caxias (ele pediu que o seu caixão fosse carregado apenas por seis milicianos, sem pompas e honras).
Em bronze patinado, foi realizada a figura do Duque de Caxias sobre o seu cavalo com a espada levantada. Com aproximadamente 18 toneladas, ela foi fundida no Liceu de Artes de Ofícios de São Paulo, onde Brecheret iniciou os seus estudos, em 1912, indo, no ano seguinte, para Roma.
Escultura clássica no seu conceito estético, a figura do Duque de Caxias impressiona pelas proporções gigantescas e mostra nítida influência de monumentos heroicos semelhantes que Brecheret conheceu quando estudou na Europa, no inicio da carreira, os quais posteriormente superou em busca de sua própria maneira de representar o seu povo.
O monumento, com uma altura equivalente a um prédio de 10 andares, seria colocado no vale do Anhangabaú, de modo que poderia ser avistado de qualquer ângulo. Era o local que Brecheret preferia, mas a obra foi transferida para a Praça Princesa Isabel, onde está localizada até hoje. No entanto, como a inauguração ocorreu somente em 1960, o artista, que faleceu, em São Paulo, em 17 de dezembro de 1955, não pôde ver a estátua em seu local definitivo.